# Vadym Soukharevsky
Vadym Olehovytch Soukharevsky, (en ukrainien : Вадим Олегович Сухаревський), indicatif d'appel « Blaireau » (Борсук), né le 6 octobre 1984 à Berehove (oblast de Transcarpatie) est un militaire ukrainien, colonel des Forces armées de l'Ukraine. Il est commandant des forces ukrainiennes des systèmes sans pilote, commandant en chef adjoint des forces armées ukrainiennes. Il a été le premier officier des forces armées ukrainiennes à avoir commandé d’ouvrir le feu contre les militaires russes,. En 2022, il a reçu le titre de Héros de l'Ukraine.
Il est commandant de la 59e brigade d’infanterie motorisée (2022-2024), chef d'état-major de la 35e brigade d'infanterie navale (2021-2022), commandant du 503e bataillon de Marines (2016-2021), et a précédemment servi dans les forces aéroportées. Il a pris part à la guerre russo-ukrainienne.

## Éducation d’avant-guerre et début de carrière
Né le 6 octobre 1984 à Berehove, dans l’oblast de Zakarpattia, Soukharevsky a fréquenté le lycée Mukachevo, spécialisé dans l’entraînement militaire et physique.
De février à octobre 2004, dans le cadre de la 6e brigade mécanisée, Soukharevsky a participé à l’opération Sabre de fer en Irak et a pris part à la bataille contre l’Armée du Mahdi à Al-Kût. En 2009, il est diplômé de l’Institut des forces terrestres de l’École polytechnique de Lviv, avec une spécialisation en « Application de combat et contrôle des actions des unités aéromobiles ».
En 2011, Soukharevsky a été promu lieutenant en chef, pour commander la compagnie aéromobile du 80e brigade d'assaut aérien. Le commandant du régiment, Viktor Kopatchynsky, a noté Soukharevsky comme l’un des deux meilleurs commandants de compagnie du régiment.

## Guerre russo-ukrainienne
Dans la matinée du 13 avril 2014, une compagnie de la 80e brigade d'assaut aérien, sous le commandement du lieutenant Soukharevsky, a été redéployée dans les environs de la ville de Sloviansk, dans l’oblast de Donetsk. Sloviansk avait été conquise la veille par des combattants russes sous la direction d’Igor Guirkine. Des parachutistes ukrainiens soutenaient des officiers de haut rang de l’état-major général et des forces spéciales du groupe Alpha qui étaient arrivés à la périphérie de Sloviansk. Le groupe d’officiers ukrainiens a ensuite été pris en embuscade par des combattants russes. Les parachutistes ukrainiens ont hésité, car ils avaient reçu l’ordre de ne pas ouvrir le feu. Soukharevsky a été le premier officier ukrainien à tirer sur les combattants russes lorsqu’il a ordonné à un mitrailleur de véhicule blindé de transport de troupes d’ouvrir le feu,,.
Plus tard cette année-là, Soukharevsky a été blessé dans des batailles près de Krasny dans l’oblast de Louhansk et jusqu’en 2016, il a étudié à l’Université de défense nationale Ivan Chernyakhovsky. Après cela, il commande le 1er bataillon de ligne de la 36e brigade de Marines et le 1er bataillon de ligne de la 36e brigade d'infanterie navale près de Marioupol.
En 2020, il a été promu lieutenant-colonel. À partir de 2021, il est chef d’état-major de la 35e brigade des Marines et de la 35e brigade d'infanterie navale. En 2022, il a pris le commandement de la 59e brigade motorisée et de la 59e brigade d'infanterie motorisée. La même année, il a reçu le titre de Héros de l’Ukraine. À cette époque, il avait le grade de colonel, et était répertorié comme l’un des 25 militaires ukrainiens les plus influents par le ministère de la Défense.

## Systèmes sans pilote
Soukharevsky a été nommé commandant des forces de systèmes sans pilote nouvellement créées en 2024, et également commandant en chef adjoint des forces armées. Comparant la guerre des drones du côté russe et ukrainien, il a déclaré que l’ennemi avait plus de drones, car ils sont meilleurs pour la production de masse, mais que l’Ukraine était la première pour les innovations. Il a également déclaré que d’ici la fin de l’année, il espérait que les véhicules terrestres sans pilote seraient largement utilisés et que des alternatives à Starlink seraient bientôt utilisées dans des zones où il n’est pas disponible, comme la Crimée,. En revanche, l’UE ne devrait pas rendre opérationnel son système de communication par satellite IRIS² avant la fin des années 2020.

## Rayon laser
Le 16 décembre 2024 l'armée ukrainienne a révélé l'existence et le développement d'un système d'arme antiaérien ukrainien, basé sur un rayon laser (arme à énergie dirigée) dénommé Tryzoub (trident).Le  6 février 2025 Vadym Soukharevsky, commandant des forces ukrainiennes de systèmes sans pilote, a déclaré que le laser ukrainien Tryzoub était utilisé de manière opérationnelle sur le champ de bataille et « frappait déjà certaines cibles à certaines altitudes »,,.